# Amores Urbanos
Amores Urbanos é um filme de comédia dramática brasileiro, dirigido por Vera Egito e estrelado por Thiago Pethit, Maria Laura Nogueira e Renata Gaspar e lançado nos cinemas brasileiros em 19 de março de 2016. O filme teve sua estreia internacional no no 33º Festival Internacional de Cinema de Miami em 5 de março de 2016, levando o nome de “Restless Love”.

## Elenco
- Thiago Pethit - Diego
- Maria Laura Nogueira - Júlia
- Renata Gaspar - Micaela
- Ana Cañas - Eduarda
- Lucas Veríssimo -
- Bernardo da Fonseca -
- Emanuelle Junqueira -
- Sarah Oliveira -

## Produção
O filme começou a ser gravado em 2014.

## Recepção
Da Folha de S.Paulo, Alexandre Agabiti Fernandez publicou uma crítica ótima ao filme dizendo: "O contexto é verossímil, os diálogos são convincentes, mas falta fôlego aos personagens. Suas angústias e conflitos estão bem colocados, mas não rendem o que poderia.".
Da Revista Preview, Suzana Uchoa Itibere publicou uma crítica ótima ao filme dizendo: "Amores Urbanos é uma obra intimista, de sutilezas. Os protagonistas são bem desenhados, tipos peculiares cujos conflitos vão da sexualidade ao âmbito familiar. A leveza predomina, porém não impede a cineasta de tocar em feridas profundas..".